# Prace bosmańskie

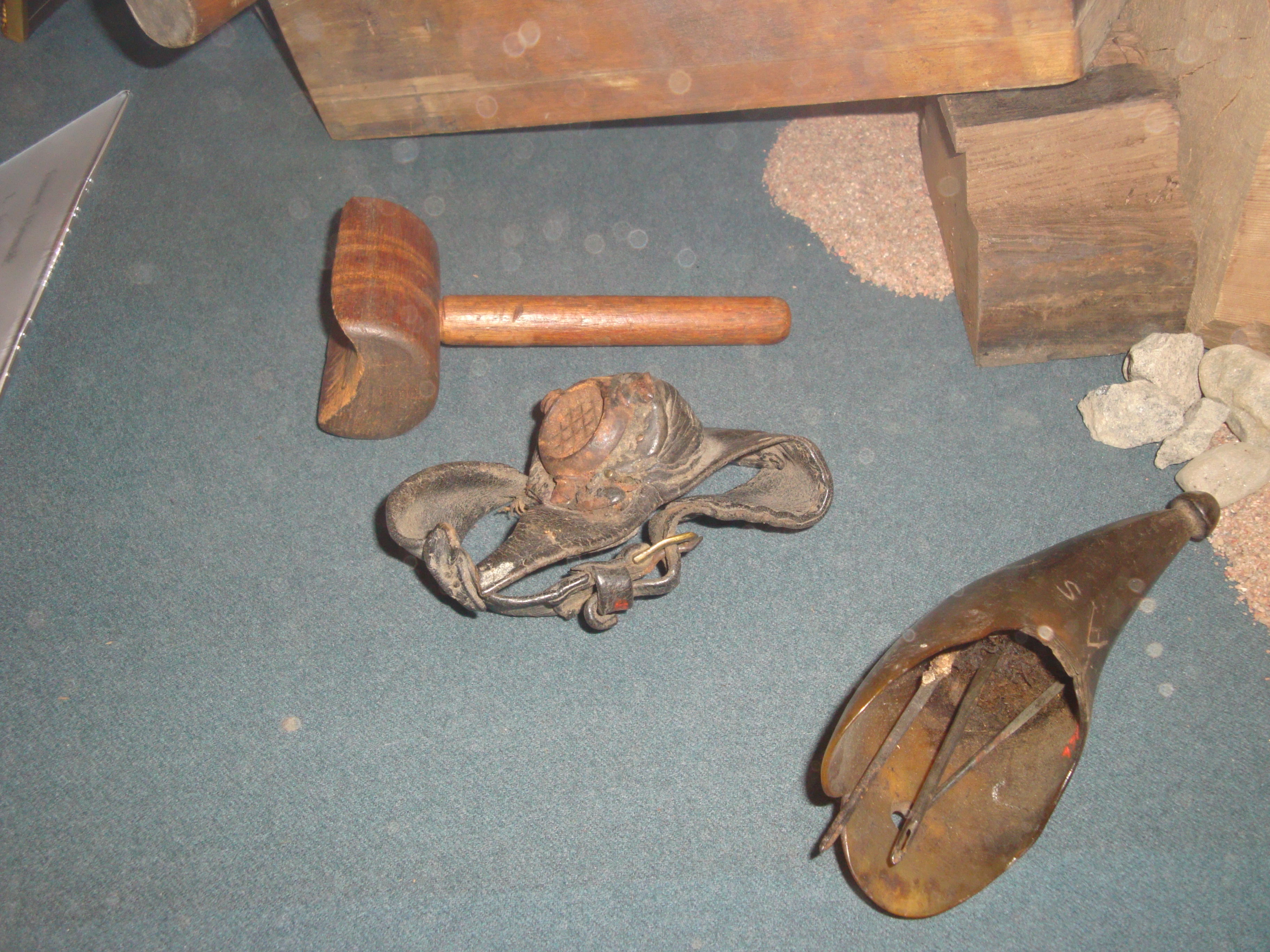
Narzędzia bosmańskie. Od góry: Łyżka do motowiązania, rękawica bosmańska (używana jako naparstek) oraz igły do szycia żagli w pojemniku z rogu

Prace bosmańskie (inaczej "roboty bosmańskie") to wszystkie prace związane z reperacją żagli na jachcie lub żaglowcu, naprawą okuć, drobnymi naprawami pokładu i całego takielunku.